# Paul Jacobs (Politiker)
Paul Jacobs (* 5. Juli 1948 in Leipzig) ist ein deutscher Politiker (SPD). 1990 gehörte er der letzten Volkskammer der DDR an.

## Leben und Beruf
Jacobs wuchs in Leipzig auf, wo er die Grund- und die Oberschule besuchte. Nach seinem Abitur studierte er von 1967 bis 1971 Jura an der Karl-Marx-Universität in Leipzig, das Studium schloss er als Diplom-Jurist ab. Danach war er zunächst als Richter am Kreisgericht Bautzen tätig, ab 1980 als Justiziar beim VEB Polygraph Schneidemaschinenwerk Perfecta in Bautzen.

## Politik
Jacobs trat im Januar 1990 in die SPD ein. Bei der Volkskammerwahl 1990 zog er als Spitzenkandidat der SPD im Wahlkreis Dresden in die Volkskammer ein, der er bis zu deren Auflösung zum 2. Oktober 1990 angehörte.